# Семикутник

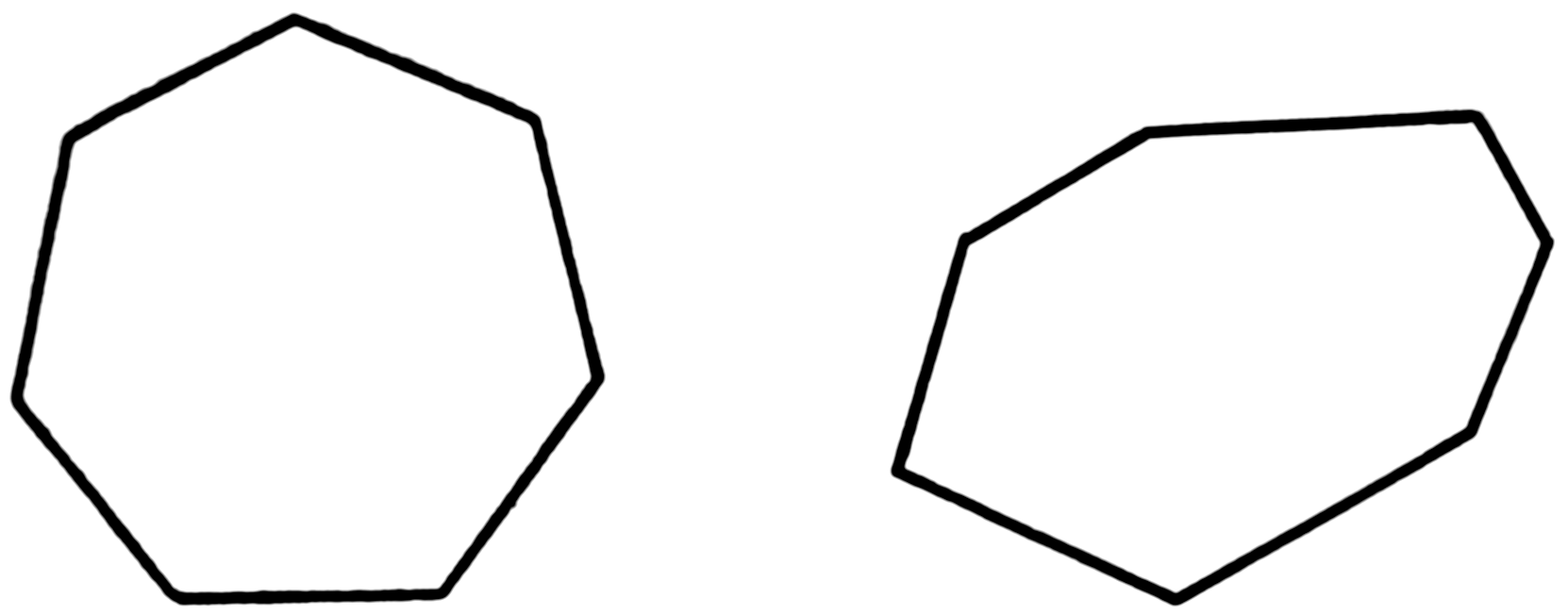
Семикутники

Семику́тник (гептагон) — многокутник, що має сім вершин та сім сторін.

## Правильний семикутник
Правильний семикутник — це правильний многокутник з сімома сторонами.

## Опуклий семикутник
Опуклим семикутником називається семикутник, який обмежує опуклу множину. Тобто для будь-яких двох точок семикутника відрізок, що їх з'єднує, повністю належить семикутнику.
Сума внутрішніх кутів опуклого семикутника дорівнює 900°.
{\displaystyle \sum {\alpha =}(n-2)\cdot 180^{\circ }=5\cdot 180^{\circ }=900^{\circ }}

## Семипроменеві зірки в природі

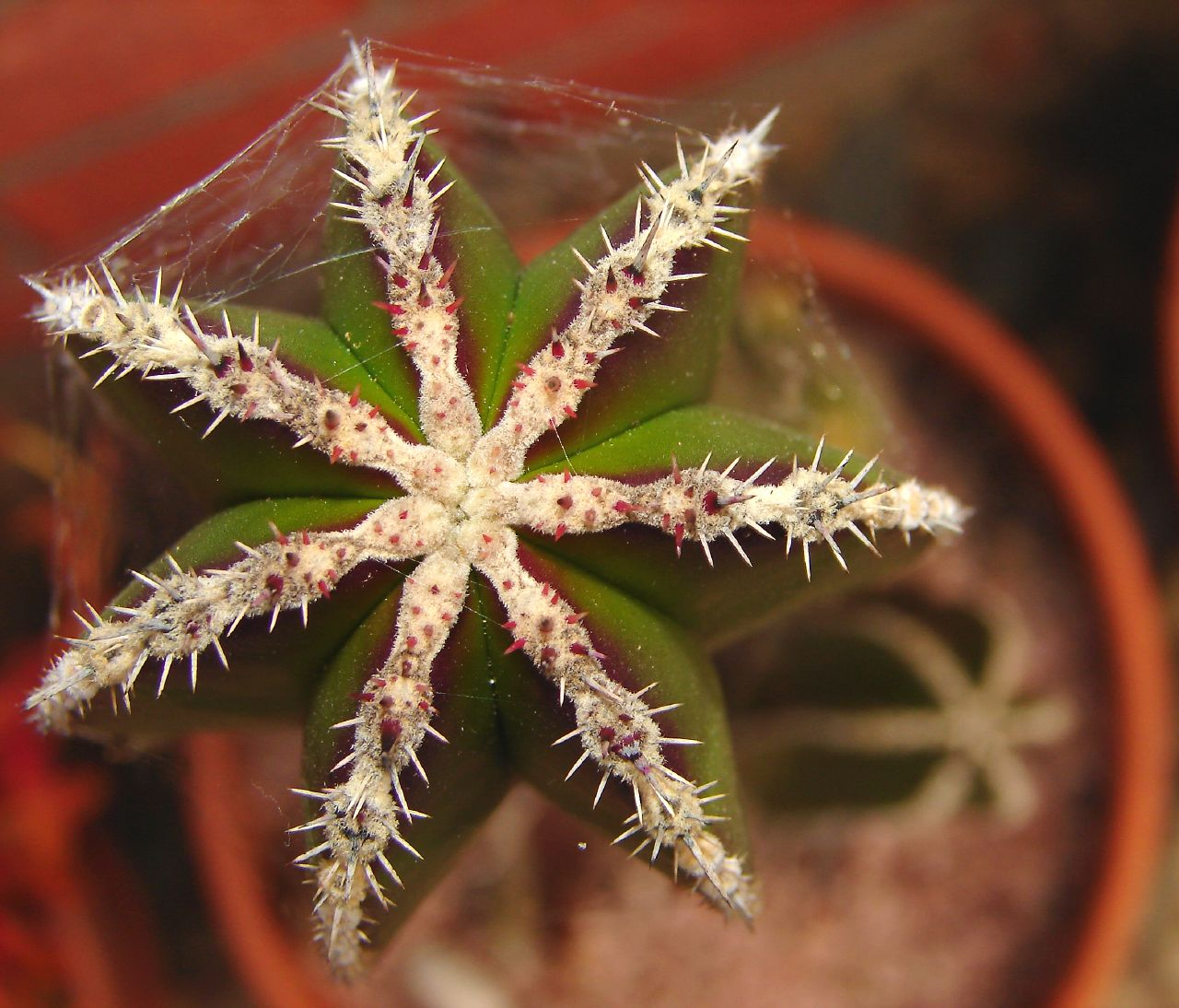
Кактус